# 테트라팩

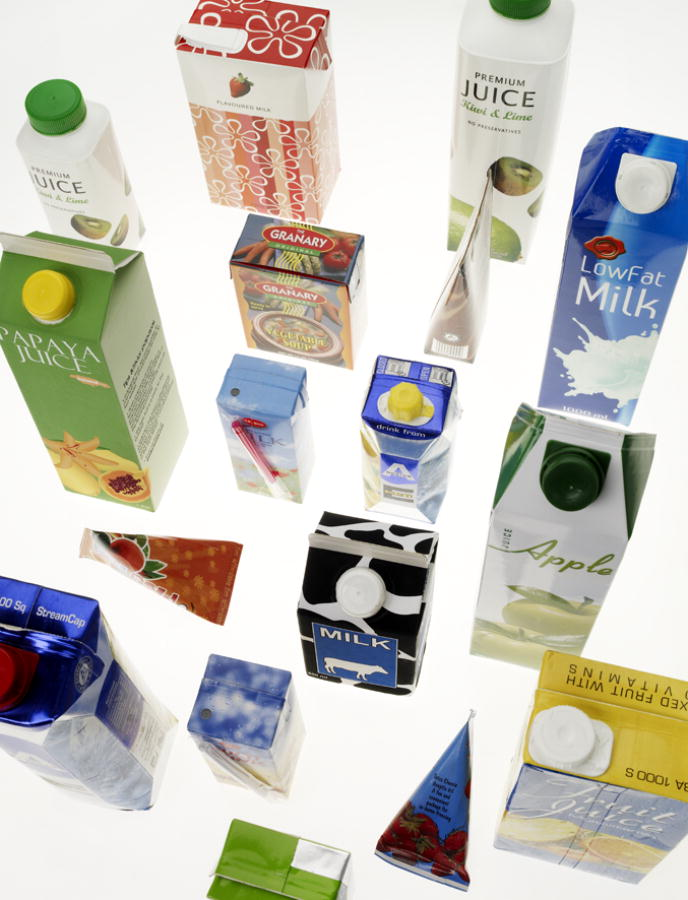

테트라팩(Tetra Pak)은 스웨덴 룬드와 스위스 풀리에 본사 사무소가 있는 스웨덴-스위스의 다국적 식품 포장, 가공 기업이다. 이 기업은 유제품, 음료, 치즈, 아이스크림, 조리식품 등 음식을 포장하고 채우는 기계와 가공을 제공한다.
테트라팩은 Ruben Rausing에 의해 설립되었다. 현재 판매 부문에서 세계 최대의 음식 포장 기업이며 160개 이상의 국가에서 운영하고 있고 직원수는 2017년 기준으로 24,800명이 넘는다.
2011년 기준으로, 테트라팩 상자의 20%가 세계적으로 재활용된다.